# Anhavaissaari
Anhavaissaari är en ö i Finland. Den ligger i sjön Urajärvi och i kommunen Itis i den ekonomiska regionen  Kouvola ekonomiska region  och landskapet Kymmenedalen, i den södra delen av landet, 120 km nordost om huvudstaden Helsingfors. Öns area är 1,9 hektar och dess största längd är 240 meter i nord-sydlig riktning.